# Konak (Turchia)

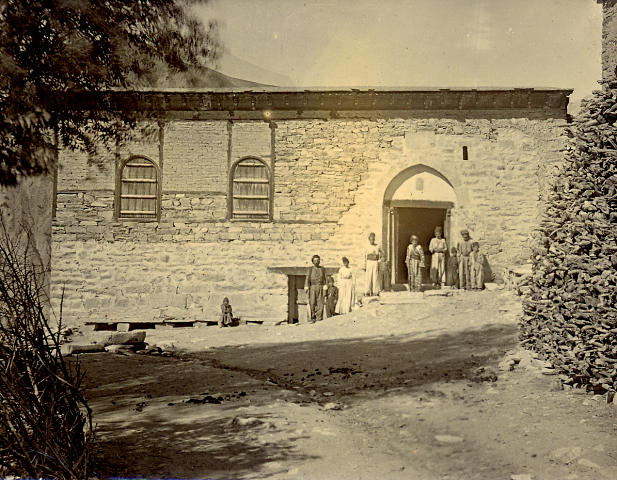
L'entrata laterale della cattedrale Mar Shalita di Konak in una foto del 1904.

Konak è il nome turco di un villaggio della provincia di Hakkâri, a 20 km. circa a nord del capoluogo Hakkâri, che fino alla prima guerra mondiale era noto con il nome assiro di Qudshanis (o anche Qudshanes, Qodchanis, Kochanes e Koçanis).
Il villaggio, ora popolato da poche decine di persone, fin dal XVII secolo fu sede dei patriarchi della Chiesa assira d'Oriente ed abitato da cristiani assiri. Qui si trovava la cattedrale patriarcale, oggi in rovina, dedicata a Mar Shalita, dove furono sepolti i patriarchi; l'ultimo a esservi inumato fu Mar Shimun XVIII Rowil deceduto nel 1903. La biblioteca del monastero, annesso alla chiesa, conservava alcuni manoscritti, per lo più scomparsi, tra cui quello con una copia antica del Liber Heraclidis di Nestorio.
Durante il genocidio assiro, il villaggio fu abbandonato dai cristiani, che fuggirono con il patriarca Mar Shimun XIX Benyamin, che tuttavia trovò la morte per mano dalle milizie dell'agha curdo Simko Shikak, nella piana di Salmas.